# Billboard Women in Music
Los Billboard Women in Music es un evento anual organizado por la revista estadounidense Billboard. Su premio principal se titula Women of the Year (Mujer del año), establecido para reconocer a «mujeres en la industria de la música que han hecho contribuciones significativas al negocio y que, a través de su trabajo y éxito continuo, inspiran a generaciones de mujeres a asumir responsabilidades cada vez mayores dentro del campo». Taylor Swift es la mujer más premiada del evento, con tres galardones (dos premios Mujer del Año y un premio Mujer de la Década).

## Premios

### Premio Mujer de la Década
Premio entregado cada diez años, otorgado a una de las artistas musicales más exitosas de todos los tiempos en el transcurso de una década.
| Año  | Década    | Ganadora     |
| ---- | --------- | ------------ |
| 2019 | Años 2010 | Taylor Swift |

### Premio Mujer del Año
Premio otorgado a la artista seleccionada por su éxito como artista discográfica, sus contribuciones al negocio y su liderazgo al aceptar el cambiante negocio de la música. Taylor Swift es la primera y única mujer en ser homenajeada más de una vez. Billie Eilish es la artista más joven en recibir el premio. Cardi B se convirtió en la primera rapera en recibir el galardón.
| Año  | Ganadora       |
| ---- | -------------- |
| 2007 | Reba McEntire  |
| 2008 | Ciara          |
| 2009 | Beyoncé        |
| 2010 | Fergie         |
| 2011 | Taylor Swift   |
| 2012 | Katy Perry     |
| 2013 | Pink           |
| 2014 | Taylor Swift   |
| 2015 | Lady Gaga      |
| 2016 | Madonna        |
| 2017 | Selena Gomez   |
| 2018 | Ariana Grande  |
| 2019 | Billie Eilish  |
| 2020 | Cardi B        |
| 2022 | Olivia Rodrigo |
| 2023 | SZA            |
| 2024 | Karol G        |
| 2025 | Doechii        |

### Premio Ícono
El premio Ícono se otorga a una artista femenina de logros extraordinarios, que ha realizado contribuciones históricas a la industria y el arte.
| Año  | Ganadora          |
| ---- | ----------------- |
| 2008 | Debbie Harry      |
| 2014 | Aretha Franklin   |
| 2016 | Shania Twain      |
| 2017 | Mary J. Blige     |
| 2018 | Cyndi Lauper      |
| 2019 | Alanis Morissette |
| 2020 | Jennifer Lopez    |
| 2022 | Bonnie Raitt      |
| 2023 | Ivy Queen         |
| 2024 | Kylie Minogue     |
| 2025 | Erykah Badu       |

### Premio Rising Star
Premio otorgado a una artista por el ascenso en las listas de éxitos y la repercusión que causa su música.
| Año  | Ganadora         |
| ---- | ---------------- |
| 2008 | Colbie Caillat   |
| 2009 | Lady Gaga        |
| 2010 | Jazmine Sullivan |
| 2011 | Nicki Minaj      |
| 2012 | Carly Rae Jepsen |
| 2013 | Janelle Monáe    |
| 2014 | Ariana Grande    |
| 2015 | Kelsea Ballerini |
| 2016 | Halsey           |
| 2017 | Grace VanderWaal |
| 2018 | Hayley Kiyoko    |
| 2019 | Rosalía          |
| 2020 | Chloe x Halle    |
| 2023 | Doechii          |
| 2024 | Victoria Monét   |
| 2025 | Muni Long        |

### Premio Impact
El premio Impact se otorgó por primera vez a Solange Knowles porque «usa su voz para empoderar y desarrollar nuevos líderes del mañana a través de su personalidad, plataforma y esfuerzos filantrópicos en el aire para inspirar el cambio social en las masas».
| Año  | Ganadora        |
| ---- | --------------- |
| 2017 | Solange Knowles |
| 2019 | Alicia Keys     |
| 2020 | Jessie Reyez    |
| 2022 | H.E.R.          |
| 2023 | Becky G         |
| 2024 | Young Miko      |
| 2025 | Tyla            |

### Premio Triple Threat
En 2010, Lea Michele fue galardonada con el primer premio Triple Threat Award de Billboard por su «excelencia en el desempeño de la actuación, el canto y el baile».
| Año  | Ganadora    |
| ---- | ----------- |
| 2010 | Lea Michele |

### Premio Rulebreaker
El Rulebreaker Award reconoce a las artistas que usan su música y plataforma para desafiar las expectativas tradicionales de la industria y promover un mensaje poderoso para los jóvenes. Demi Lovato fue la primera en recibir el premio en 2015.
| Año  | Ganadora      |
| ---- | ------------- |
| 2015 | Demi Lovato   |
| 2016 | Alessia Cara  |
| 2017 | Kehlani       |
| 2018 | SZA           |
| 2022 | Karol G       |
| 2023 | Lainey Wilson |
| 2025 | Megan Moroney |

### Premio Trailblazer
El premio Trailblazer se otorga a una artista femenina que actúa como pionera de la industria de la música al usar su plataforma para destacar voces desconocidas y abrir camino para futuras generaciones de artistas. Hayley Williams fue la primera en recibir el premio en 2014.
| Año  | Ganadora        |
| ---- | --------------- |
| 2014 | Hayley Williams |
| 2015 | Lana Del Rey    |
| 2016 | Kesha           |
| 2018 | Janelle Monáe   |
| 2019 | Brandi Carlile  |
| 2022 | Phoebe Bridgers |

### Grupo del Año
El Premio a Grupo del Año se entregó por primera vez el año 2015 a Fifth Harmony, por «su fuerte compromiso de celebrar el empoderamiento femenino».
| Año  | Ganadora      |
| ---- | ------------- |
| 2015 | Fifth Harmony |
| 2024 | NewJeans      |
| 2025 | Aespa         |

### Premio Hitmaker
El Premio Hitmaker se otorga a la compositora cuyos trabajos han tenido un impacto significativo en la cultura.
| Año  | Ganadora       |
| ---- | -------------- |
| 2014 | Charli XCX     |
| 2020 | Dolly Parton   |
| 2024 | Ice Spice      |
| 2025 | Meghan Trainor |

### Premio a la Innovación
El Premio a la Innovación reconoce a las artistas que desafían las convenciones musicales, crean un cambio positivo y aportan nuevas ideas tanto dentro como fuera de su trabajo creativo.
| Año  | Ganadora        |
| ---- | --------------- |
| 2015 | Missy Elliott   |
| 2018 | Kacey Musgraves |

### Premio Powerhouse
El Premio Powerhouse se otorga al acto cuya música dominó dentro del  año a través de transmisión, ventas y radio.
| Año  | Ganadora            |
| ---- | ------------------- |
| 2014 | Jessie J            |
| 2015 | Brittany Howard     |
| 2016 | Andra Day           |
| 2017 | Kelly Clarkson      |
| 2019 | Megan Thee Stallion |
| 2020 | Dua Lipa            |
| 2022 | Doja Cat            |
| 2023 | Latto               |
| 2024 | Charli XCX          |
| 2025 | GloRilla            |

### Premio Game Changer
El premio Game Changer se entregó por primera vez a Nicki Minaj después de convertirse en la primera mujer en lograr 100 apariciones en la lista Billboard Hot 100.
| Año  | Ganadora    |
| ---- | ----------- |
| 2019 | Nicki Minaj |
| 2022 | Saweetie    |

### Premio Visionary
| Año  | Ganadora     |
| ---- | ------------ |
| 2023 | Lana Del Rey |
| 2024 | Maren Morris |

### Premio Chart-Topper
| Año  | Ganadora       |
| ---- | -------------- |
| 2014 | Iggy Azalea    |
| 2015 | Selena Gomez   |
| 2016 | Meghan Trainor |
| 2022 | Summer Walker  |

### Premio Global Force
| Año  | Ganadora    | Ganadora | Ganadora       |
| ---- | ----------- | -------- | -------------- |
| 2024 | Luísa Sonza | Annalisa | Sarah Geronimo |
| 2025 | Jennie      |          |                |

### Premio Leyenda
| Año  | Ganadora     |
| ---- | ------------ |
| 2015 | Loretta Lynn |

### Premio Artista Revelación
| Año  | Ganadora       |
| ---- | -------------- |
| 2014 | Idina Menzel   |
| 2015 | Tori Kelly     |
| 2016 | Maren Morris   |
| 2017 | Camila Cabello |
| 2023 | Twice          |
| 2024 | Tems           |
| 2025 | Ángela Aguilar |

### Productora del Año
| Año  | Ganadora       |
| ---- | -------------- |
| 2023 | Rosalía        |
| 2024 | PinkPantheress |

### Escritora del Año
| Año  | Ganadora      |
| ---- | ------------- |
| 2025 | Gracie Abrams |

### Ejecutivas del Año
| Año  | Ganadora |
| ---- | --- |
| 2015 | Emma Banks, Carol Kinzel, Marlene Tsuchii, Sara Newkirk Simon, Samantha Kirby Yoh, Natalia Nastaskin, Marsha Vlasic, Caroline Yim, Marcie Allen, Jennifer Breithaupt, Debra Curtis, Sara Clemens, Tamara Hrivnak, Vivien Lewis, Heather Moosnick, Katie Schlosser, Monica Escobedo, Julie Gurovitsch, Lindsay Shookus, Debra Lee, Sarah Moll, Brittany Schreiber, Dawn Soler, Lia Vollack, Lori Badgett, Martha Henderson, Julie Boos, Mary Ann McCready, Michele Anthony, Candace Berry, Maria Fernandez, Wendy Goldstein, Julie Greenwald, Ethiopia Habtemariam, Allison Jones, Michelle Jubelirer, Cindy Mabe, Sylvia Rhone, Brenda Romano, Jacqueline Saturn, Julie Swidler, Dana DuFine, Maureen Ford, Amy Howe, Ali Harnell, Debra Rathwell, Kathy Willard, Lee Ann Callahan-Longo, Allison Kaye, Sarah Stennett, Ty Stiklorius, Elizabeth Matthews, Ann Sweeney, Kelli Turner, Jody Gerson, Jennifer Knoepfle, Carianne Marshall, Sas Metcalfe, Katie Vinten, Jess Besack, Sharon Dastur, Anya Grundmann |
| 2016 | Bozoma Saint John, Julie Greenwald, Camille Hackney |
| 2017 | Julie Greenwald |
| 2018 | Danielle Aguirre, Jacqueline Charlesworth, Susan Genco, Dina LaPolt |
| 2019 | Desiree Perez |
| 2020 | Brianna Agyemang, Jamila Thomas |
| 2021 | Golnar Khosrowshahi |

### Mujeres del Año en Música
| Año  | Ganadora |
| ---- | --- |
| 2018 | Latrice Burnett, Jennifer Hirsch-Davis (Island Records) Nicki Farag (Def Jam Records) Lori Feldman, Hildi Snodgrass (Warner Bros. Records) Maria Fernandez (Sony Music Latin) Andrea Ganis, Camille Hackney, Julliette Jones (Atlantic Records) Wendy Goldstein, Sharon Dastur, Katina Bynum, Kerri Mackar (Republic Records) Ethiopia Habtemariam (Motown Records) Allison Jones (Big Machine Label Group) Celine Joshua, Jennifer Baltimore, Elsa Yep (Universal Music Group) Michelle Jubelirer (Capitol Music Group) Sasha Junk (Kidz Bop) Cris Lacy, Taylor Lindsey (Warner Music Nashville) Cindy Mabe (Universal Music Nashville) Jennifer Mallory (Columbia Records) Sylvia Rhone, Traci Adams (Epic Records) Brenda Romano, Annie Lee, Nicole Wyskoarko, Erika Savage (Interscope Geffen A&M) Julie Swidler, Deirdre McDonald, Jennifer Fowler (Sony Music Entertainment) Carolyn Williams, Camille Yorrick (RCA Records) Desiree Perez (Roc Nation) Dia Simms (Combs Enterprises) Sarah Stennett (First Access Entertainment) Ama Walton (BMG) Dana DuFine, Debra Rathwell, Brooke Michael Kain (AEG) Amy Howe (Ticketmaster North America) Kate McMahon, Sara Winter-Banks (Messina Touring Group) Kathy Willard, Heather Parry, Maureen Ford, Tara Traub (Live Nation Entertainment) Emma Banks, Marlene Tsuchii, Carole Kinzel, Caroline Yim (Creative Artists Agency) Natalia Nastaskin, Cheryl Paglierani (United Talent Agency) Yves C. Pierre, Jacqueline Reynolds-Drumm (ICM Partners) |